# Godigisel van Bourgondië
Godegisel (443 - 501) was koning van de Bourgonden tussen 473 en 501. Hij was een zoon van Gundioc en had drie broers Gundobad, Chilperic II en Gundomar.

## De broederstrijd
Nadat koning Gundioc in 473 was gestorven, verdeelde de broers het erfdeel onder elkaar. Alleen Gundobad viel buiten de verdeling, omdat deze in Italië verbleef en daar opgeklommen was tot de hoogste militaire rang van magister militum. Godegisel kreeg Genève als hoofdstad toebedeeld.
In 474 werd Gundobad door keizer Nepos uit zijn functies ontheven en keerde ontredderd terug naar Gallië. Hij was het niet eens met de verdeling door zijn broers en er ontstond een machtsstrijd. Gundobad slaagde in 486 erin Gundomar te verslaan en diens gebied te veroveren. In 493 overkwam dit ook een andere broer. Chilperic werd vermoord en zijn dochter Clothilde vluchtte naar het hof van haar oom in Genève. Door Godegisel werd zij uitgehuwelijkt aan de Frankische koning Clovis, waardoor Godigisel een goede band verkreeg met de Franken.
Met hulp van de Franken slaagde Godegisel erin Gundobad te verslaan bij Dijon in 500. Gundobad kon slechts naar Avignon vluchten, maar keerde een jaar later terug met hulp van de Visigoten. Ditmaal werd Godegisel bij Vienne verslagen, gevangengenomen en in 501 door Gundobad gedood.